# Coenagrion intermedium
Coenagrion intermedium – gatunek ważki z rodziny łątkowatych (Coenagrionidae). Gatunek ten występuje endemicznie w Grecji, tylko na Krecie.